# Ренесанс (група)
 Тази статия е за рок групата.  За културното движение вижте Ренесанс.  
Рèнесанс (Renaissance) е английска прогресив рок група, най-известна с техния топ 10 хит във Великобритания от 1978 г. „Northern Lights “ и с прогресив рок класики като „Carpet of the Sun“, „ Mother Russia “ и „Ashes Are Burning“. Те разработват уникален звук, съчетавайки водещ женски вокал със смесица от класически, фолклорни, рок и джаз влияния. Характерни елементи на звученето им са широкият вокален диапазон на солистката Ени Хаслам, изявен акомпанимент на пиано, оркестрации, вокални хармонии, акустична китара, бас китара, синтезатор и многостранна работа с барабани. Групата създава значителни последователи в североизточната част на Съединените щати през 1970 г. и този регион остава най-силната им фен база.
Оригиналният състав включва двама бивши членове на Ярдбърдс – Кийт Релф и Джим Маккарти, заедно с Джон Хокен, Луис Сенамо и сестрата на Релф Джейн Релф. Те възнамеряват да сглобят „нещо с повече класическо влияние". Ражда се Ренесанс и групата издава едноименния си студиен албум през 1969 г. и друг през 1971 г. Впоследствие Джон Таут заменя Хокен на клавишните инструменти, последван от период на голямо текучество на музиканти, докато не е създаден „класическият състав" от Ени Хаслам, Джон Таут, Майкъл Дънфорд, Джон Кемп и Тери Съливан, въпреки че никой от тях не е в оригиналната група. Те са подпомогнати с текстове на много песни от корнуолската поетеса Бети Тачър-Нюзингър. От 1972 г. до 1979 г. Ренесанс издават седем успешни студийни албума, правят много турнета и разпродават три поредни вечери в Карнеги Хол с Тони Кокс, дирижиращ Нюйоркската филхармония.
1980-те години са неуспешен период за тях, с промени в състава и с два сравнително неуспешни студийни албума, довели до разпадането им през 1987 г. Две различни разклонения на Ренесанс съществуват по едно и също време в един период в средата на 90-те години. Групата се сформира отново през 1998 г., за да запише албума си Tuscany, който е издаден през 2001 г. Тя се разпада отново на следващата година.
2009 г. вижда нов състав за Ренесанс, воден от Ени Хаслам и Майкъл Дънфорд, и оттогава групата продължава да записва и да прави турнета. Дънфорд умира през ноември 2012 г. По-късно Хаслам заявява, че групата ще продължи да прави турнета. Съставът през 2010 г. не е толкова „английски", както през ранния период на групата, и в него има пет члена, родени в САЩ, и един член, роден в Англия, живеещ в Съединените щати. През 2013 г. Ренесанс издава студийния албум Grandine il Vento, преиздаден през следващата година под заглавието Symphony of Light.

## Оригинален състав (1969 – 1970)
Докато Ярдбърдс се трансформират в Ню Ярдбърдс (с Джими Пейдж) през 1968 г. и след това в Лед Зепелин, напускащите основатели на Ярдбърдс – Кийт Релф и Джим Маккарти сформират акустично дуо, наречено Тугедър. Те издават Henry's Coming Home  и Love Mum and Dad като сингли за Кълъмбия Рекърдс през ноември 1968 г., но без успех в класациите.
През януари 1969 г. Релф и Маккарти организират нова група, посветена на експериментиране с рок, фолк и класически форми. В книгата си Mountains Come Out of the Sky: An Illustrated History of Prog Rock Уил Романо цитира Маккарти: „Към края на Ярдбърдс искахме да направим нещо малко по-поетично... не толкова тежко. Малко по-фолк. .. Имахме достатъчно тежък рок." Този квинтет – Релф на китара и вокали, Маккарти на барабани и вокали, плюс басистът Луис Сенамо, пианистът Джон Хокен и сестрата на Релф Джейн като допълнителна вокалистка, издават два албума за Електра Рекърдс (САЩ) и Айлънд Рекърдс (UK-ILPS 9114) – първият, озаглавен просто Renaissance (1969), продуциран от бившия колега от Ярдбърдс Пол Самюъл-Смит.
Групата започва да свири през май 1969 г., преди да започне записът за дебютния LP, предимно в Обединеното кралство, но с периодични участия в чужбина, включително на фестивали в Белгия (Amougies, октомври 1969 г.) и Франция (Operation 666 в Олимпия през януари 1970 г. и Le Bourget през март 1970 г., и двата в Париж). През февруари 1970 г. те тръгват на 1-месечно турне в Северна Америка, но то се оказва малко успешно. Поради техните минали участия в Ярдбърдс те са свързвани с групи като Кинкс и новата им класически ориентирана посока не винаги се приема добре, защото публиката очаква материал, базиран на рок/блус.
Започвайки от късната пролет на 1970 г., когато турнетата започват да ги натоварват, оригиналната група постепенно се разпада. Кийт Релф и Маккарти решават да прекратят концертите си, а Сенамо се присъединява към групата Colosseum. Хокен организира нов състав, за да изпълни договорните задължения към Айлънд Рекърдс и за да завърши втория албум на групата Illusion (1971), който е оставен недовършен.

## Преходен период (1970 – 1971)
Освен Джейн Релф новата група се състои предимно от бивши членове на предишната група на Хоукен, Нашвил Тийнс – китаристът Майкъл Дънфорд, басистът Нийл Корнър и певецът Тери Кроу, плюс барабанистът Тери Слейд. Този състав записва една песен, Mr Pine – композиция на Дънфорд, и изнася няколко концерта през лятото на 1970 г. Междувременно финалната звукозаписна сесия събира оригиналния състав без Хокен, с Дон Шин на клавишни, и създава заключителната песен на албума Past Orbits of Dust. Вече завършеният албум Illusion е издаден в Германия през 1971 г., въпреки че не е пуснат в Обединеното кралство до 1976 г. (Island HELP 27). Албумът бележи началото на дългогодишното сътрудничество на Ренесанс с поетесата Бети Тачър-Нюзингър като текстописка, когато тя е съавторка на две песни с Релф и Маккарти.
Двамата останали оригинални членове напускат в края на 1970 г.; Джейн Релф е заменена от американската фолк певица Ени Мари „Бинки“ Кълам. Следва Джон Хокен, който се присъединява към Спуки Тут и е заменен от пианиста Джон Таут. Има запазено видео (издадено на DVD Kings & Queens през 2010 г.) на този състав, изпълняващ пет песни в немска телевизионна програма (Muzik-Kanal). Планът по това време е Релф и Маккарти да останат включени като неизпълняващи членове – Релф като продуцент и Маккарти като автор на песни. И двамата присъстват, когато певицата Ени Хаслам успешно се явява на прослушване през януари 1971 г. за да замени напускащата Кълъм. Въпреки че Маккарти продължава да пише песни за новата група, участието на Релф е краткотрайно. Майкъл Дънфорд скоро се изявява като плодовит композитор и продължава писателското партньорство с поетесата Тачър, която продължава да пише повечето от текстовете за албумите на групата от 1970-те г.

## Второ сформиране (1971 – 1980)
Някъде през 1971 г. новият мениджър Майлс Копланд III решава да реорганизира групата, като се съсредоточава върху силните страни на Ренесанс – гласът на Хаслам и пианото на Таут. Уил Романо в Mountains Come Out of the Sky обяснява, че „за разлика от много от музикантите, с които са ги сравнявали, Ренесанс е позволил на пианото и женския глас да излязат на преден план“. Дотогава Хаслам споделя вокалите с Тери Кроу, който всъщност е главният вокалист на групата. Кроу и Корнър напускат, като Кроу не е заменен, а Корнър е заменен от поредица от басисти, включително Джон Уетън (по-късно в Кинг Кримсън, Ю Кей и Ейша), Франк Фарел (бивш член на Супертрамп) и Дани Маккълох (бивш член на Енимълс и бивш съотборник на Дънфорд и Кроу в Плебс), докато позицията не се урежда с включването на Джон Кемп. Също така е решено Дънфорд да се концентрира върху композирането, а нов китарист, Мик Парсънс, е привлечен за работа на живо. През 1972 г., малко преди записите за дебютния LP на новата група, се присъединява барабанистът Терънс Съливан, след като първоначалният заместник на Слейд, Джинджър Диксън, е счетен за неподходящ след европейско турне. Парсънс загива в автомобилна катастрофа и е заменен от Роб Хендри. Полученият състав влиза в студиото, след като прави само дузина концерта заедно.
Албумът Prologue е издаден по-късно през 1972 г. от И Ем Ай – Совърън Рекърдс в Обединеното кралство и от Кепитъл-Совърън в Северна Америка. Музиката на Prologue, с изключение на две песни от Маккарти, е композирана от Дънфорд, с всички текстове на Тачър-Нюзингер. Рок радиостанциите (особено в североизточната част на САЩ и Кливланд) дават на песента Spare Some Love значително излъчване в продължение на няколко месеца след издаването на албума, а феновете на Йес и Емерсън, Лейк енд Палмър обръщат внимание на групата.
Хендри е заменен за турнето Prologue от Питър Финберг, но Финберг е обвързан с друга група, така че не може да бъде постоянен заместник. Това оставя Камп да свири по-голямата част от китарата в следващия им албум, Ashes are Burning, издаден през 1973 г. Въпреки че групата се опитва да премине към по-акустичен звук, Анди Пауъл от групата Уишбоун Еш (още една група, управлявана от Копланд), е привлечен за соло електрическа китара във финалната песен „Ashes are Burning“. Песента става химн на Ренесанс и е често удължавана при изпълнения на живо до над 20 минути с дълго басово соло и други инструментални тренировки. Албумът става първият албум на групата, който се класира в САЩ, където достига No.171 на Билборд 200. Малко след издаването на албума Майкъл Дънфорд се завръща като (акустичен) китарист, завършвайки това, което повечето фенове смятат за класически състав от пет члена, които ще останат заедно в пет студийни албума. Групата изнася първите си концерти в САЩ през този период, като се радва на успех по-специално на Източното крайбрежие, което скоро води до специален оркестров концерт в Музикалната академия в Ню Йорк през май 1974 г. Скоро Ренесанс избира да се концентрира върху американския пазар, тъй като британската преса на практика ги игнорира.

### Присъединяване към лейбъла Би Ти Ем
Групата напуска Совърън Рекърдс и се присъединява към новата прогресив рок група на Майлс Копланд и лейбъла Би Ти Ем (за Бритиш Талент Мениджмънт). Първото издание на лейбъла е албумът Turn of the Cards през 1974 г. С по-голям бюджет той преминава от фолклорно към по-мрачно, буйно, оркестрово рок звучене. Една от песните в него – Things I Don't Understand е последната заслуга на Джим Маккарти за съавторство с групата (въпреки че всъщност е в концертния репертоар на Ренесанс  години наред). Дълга почит към Александър Солженицин, наречен „Mother Russia“, закрива албума с текстове, вдъхновени от неговия автобиографичен роман „Един ден от живота на Иван Денисович“. Turn of the Cards е издаден за първи път в Съединените щати от Сайър Рекърдс през август 1974 г., където достига No.94, няколко месеца преди официалното издание в Обединеното кралство. Той остава в Билборд 200 в продължение на 21 седмици. Въпреки че феновете на Ренесанс са относително малко, те са силно концентрирани в големите градове на североизточната част на САЩ. Албумът в крайна сметка е издаден в Обединеното кралство през март 1975 г.
Скоро той е последван от албума Scheherazade and Other Stories, издаден от двете страни на Атлантика през септември 1975 г. Албумът, чиято втора страна е заета с епичната тон-поема Song of Scheherazade, базирана на истории от „Хиляда и една нощ“, достига No.48 в Съединените щати. Няма музикална връзка с добре познатата класическа творба Шехерезада от Николай Римски-Корсаков, но песента има повтарящ се мотив от шест ноти, който намеква за тази творба.
През 1976 г. следва двойният концертен албум Live at Carnegie Hall. Въпреки критиките, че голяма част от албума е малко повече от възпроизвеждане на акценти от предишните им четири студийни албума, той достига No.55 в САЩ. Ренесанс са първата британска група, която разпродава три последователни вечери в Карнеги Хол. На сцената към тях се присъединява Нюйоркският филхармоничен оркестър. Докато представя песента „Ashes Are Burning“, Хаслам я нарича заглавна песен от втория албум на групата, а не техния четвърти, което предполага, че ръководеният от нея състав до този момент се е смятал за отделна група от тази на Кийт Релф.
Продължението на Live at Carnegie Hall, Novella, пожънва повече успехи в класациите в САЩ, достигайки до No. 46 през 1977 г., въпреки че пускането му в Обединеното кралство е забавено поради още една промяна на етикета. Уил Романо в Mountains Come Out of the Sky описва групата: „Ренесанс бе с най-висока популярност за всички времена, откривайки, че свирят пред разпродадена публика... в САЩ, особено в североизточната част на страната, в Пенсилвания и Ню Йорк.“

### Британски хит сингъл
Въпреки че търговският успех е ограничен през този период, Ренесанс отбелязват хит сингъл във Великобритания с песента „Northern Lights “, който достига No. 10 през лятото на 1978 г. Сингълът е взет от албума A Song for All Seasons (No. 58 албум в САЩ), и получава значително излъчване в САЩ както по AOR, така и по радиостанции, адаптиращи се към нов формат, известен като „софт рок“, сега известен като adult contemporary music. Групата участва в едно умерено успешно турне в САЩ на изток от Мисисипи и привлича значителни тълпи в Стейт Колидж, Пенсилвания и в Кливланд през май и юни 1979 г., популяризирайки както A Song for All Seasons, така и комбинация от стари и нови песни. Освен това групата придобива популярност чрез американската телевизия; изпълнявайки Carpet of the Sun през 1977 г. в The Midnight Special и се появяват като гости на 4 май 1978 г. на издание на Шоуто на Майк Дъглас, където свирят " Northern Lights".
Ренесанс се провалят след албума Azure d'Or от 1979 г., тъй като много фенове не могат да се свържат с до голяма степен ориентирано към синтезатора звучене. В резултат на това феновете на групата започват да губят интерес и албумът достига само No.125. Дънфорд и Кемп пишат по-голямата част от текстовете на групата.
През 70-те години Ренесанс определят работата си с фолк рок и класически синтез. Техните песни включват цитати и алюзии на композитори като Жан-Арист Ален, Йохан Себастиан Бах, Фредерик Шопен, Клод Дебюси, Ремо Джацото, Морис Жар, Сергей Рахманинов, Николай Римски-Корсаков, Сергей Прокофиев и Дмитрий Шостакович. Записите на Ренесанс, особено Ashes Are Burning, често са пускани по американските прогресив рок радиостанции като WNEW-FM, WHFS-FM, WMMR-FM, KSHE 95 и WVBR .

### Критичен прием на „класическия състав"
Рецензентите са дълбоко разделени в реакциите си към „класическия" период на Ренесанс и стила им на музика. Някои критици виждат малка стойност в музиката им, като Уейн Кинг в The New Rolling Stone Record Guide, описващ периода от 1974 до 1983 г.: „Тяхната неспособност да композират песни, които биха позволили някаква плавност или импровизация, означава, че привлекателността на Ренесанс, несъществуваща в техния роден свят Англия и култът в най-добрия случай в Америка, западнаха ... и останалата част от материала на Сайър съвпада с този комерсиален спад с артистичен. Опитът за завръщане на IRS... бе абсурден провал.“ Рецензентите на прогресивния рок са много по-подкрепящи, като Чарлз Снайдър в The Strawberry Bricks Guide to Progressive Rock, оценявайки албума Scheherazade and Other Stories, който описва: „Кристално чистият глас от пет октави на Ени Хаслам високо в микса, подкрепен от виртуозния талант на пианиста Джон Таут и отличителния Rickenbacker бас на Джон Кемп и оркестрови аранжименти от Тони Кокс.“

## 1980 – 1998 г.
След турнето на Azure d'Or Таут напуска групата по лични причини, последван бързо от Съливан. Последвалите албуми Camera Camera (1981) и Time-Line (1983) въвеждат Ренесанс повече в съвременния синтпоп и ню уейв жанра, но нито един от тях не привлича достатъчно търговски интерес, за да създаде жизнеспособно бъдеще за групата. Camera Camera е последният албум на групата в класациите в САЩ, където достига No.196 в края на 1981 г. През 1985 г. напуска Кемп, а Хаслам и Дънфорд водят акустична версия на групата и изнасят случайни концерти (последното е в Джорджтаун, окръг Колумбия, докато се разделят през август 1987 г.).
През 1988 г. Сайър издава компилация от две части, Tales of 1001 Nights, фокусирана върху периода на групата 1972 – 1979 г. През 90-те години по-голямата част от техния каталог се появява на компактдиск от преиздадени звукозаписни компании като Репертоар Рекърдс (Германия). През 2006 г. Репертоар издава ремастеризирани версии на албумите Ashes are Burning, Turn of the Cards и Scheherezade and Other Stories.
В средата на 90-те г. Ени Хаслам (която издава едноименен солов албум през 1989 г.) и Дънфорд (който работи по предложен мюзикъл, базиран на сюжета на Шехерезада)  сформират собствени групи, всяка използваща името Ренесанс и издавайки албуми с различен състав.

## Трето сформиране
Ренесанс частично се преформира през 1998 г. около ядро от Хаслам, Дънфорд и Съливан, плюс Таут и няколко нови музиканти, най-вече Рой Уд и Мики Симъндс, за да запишат албума Tuscany. През 1999 г. Хаслам, Дънфорд и Симъндс изнасят еднократен концерт на трио в лондонската Астория като подгряващи на групата Караван.
През март 2001 г., след забавеното издаване на Tuscany, е организирано пълно турне на групата с състав Хаслам, Дънфорд, Съливан Симъндс, Рейв Тесар (клавишни) и Дейвид Дж. Кийс (бас/вокал), който свири един концерт в Лондон на 9 март (отново в Астория) и три дати в Япония – Осака на 13, Нагоя на 14 и Токио на 16 март. Концертът в Токио е записан и издаден като In the Land of the Rising Sun: Live in Japan 2001 . (Таут, въпреки че е сред публиката в Астория, не участва на това турне), Хаслам, която става говорителка на групата, казва, че няколко фактора правят по-нататъшните турнета и записи непрактични. Краткото трето сформиране на групата скоро приключва.
Тери Съливан записва албум, наречен South of Winter през 2004 г., със студийна група, която нарича Ренесант. Той препраща към музиката на Ренесанс, с текстове на Тачър-Нюзингер и клавишни приноси от Джон Таут.
На 20 септември 2008 г. Джон Таут прави първата си публична изява в САЩ от повече от 25 години, с Ени Хаслам и групата на Ян Клозе, в Sellersville Theatre 1894 в Селърсвил, Пенсилвания. През 2009 г. Таут получава инфаркт.
През август 2009 г. Хаслам обявява, че тя и Дънфорд отбелязват 40-ата годишнина на Ренесанс с преформирана група, наречена Ренесанс 2009 (включваща други членове на „класическия" състав, но с музиканти от състава на групата от 2001 г.) и с концертно турне.
През 2010 г. е предприето турне в Източна Северна Америка и Япония, заедно с EP с три песни и нов официален уебсайт. Ренесанс са хедлайнери на разпродаденото финално издание на North East Art Rock Festival, озаглавено NEARfest Apocalypse, на 23 юни 2012 г.
Басистът/вокалистът Дейвид Дж. Кийс умира през юли 2019 г.

## Смърт на Бети Тачър, Майкъл Дънфорд и Джон Таут
Бети Тачър (родена на 16 февруари 1944 г.), текстописка на групата, която не изпълнява песни и е написала повечето текстове за групата,  умира на 15 август 2011 г. .
На 20 ноември 2012 г. Майкъл Дънфорд (роден на 8 юли 1944 г.) умира от мозъчен кръвоизлив в дома си в Съри, Англия. Няколко седмици по-късно Хаслам заявява, че групата ще продължи да прави турнета в бъдеще въпреки загубата на „нейната пътеводна светлина". През февруари 2013 г. е обявено, че Риш Чланда ще бъде китарист на тяхното турне през 2013 г. и той има постоянна роля в групата, въпреки че не се появява на техните дати в Обединеното кралство и Европа през 2015 г.
Джон Таут умира на 1 май 2015 г. Според ultimateclassicrock.com групата отдава почит на бившия си кибордист на страницата си във Фейсбук, казвайки: „Той бе невероятен музикант, допринесъл много за уникалното звучене на групата от 1970 – 1980 г.“

## АлбумSymphony of Light
През април 2013 г. е издаден нов албум на групата – Grandine il Vento, посветен на Дънфорд. Този албум е преиздаден като Symphony of Light през април 2014 г. с три бонус песни.
Symphony of Light следва подобен път на ранната работа на групата с комбинация от по-кратки песни и по-дълги, по-прогресивни песни като заглавната песен и The Mystic and the Muse. Към групата се присъединяват известни гост-музиканти като Иън Андерсън, който свири на флейта в Cry to the World, и Джон Уетън, изпълняващ дует с Хаслам в Blood Silver Like Moonlight. Цялата музика е написана от Дънфорд, с изключение на Renaissance Man (посветена на Дънфорд), която е написана от Рейв Тесар. Всички текстове са написани от Хаслам, а обложката е нейната картина Symphony of Light.
Ралф Греко младши на vintagerock.com отбелязва, че „Symphony of Light процъфтява от пищна продукция, емоционални текстове, отлично свирене и този превъзходен глас, който може да принадлежи само на Ени Хаслам.“
Настоящият състав не е толкова английски, колкото ранния период на групата: има пет члена, родени в САЩ, и един член, роден в Англия, който живее в САЩ.

## Състав

### Настоящ състав
- Ени Хаслам – вокали, перкусии (1971 – 1987, 1998 – 2002, 2009–настояще)
- Рейв Тесар – клавишни, пиано (2001 – 2002, 2009–настояще)
- Марк Ламбърт – китара, беквокали (2015–до момента) ; бас (1985 – 1987)
- Франк Пагано – барабани, перкусии, беквокали (2009 – 2017, 2018–настояще)
- Лео Траверса – бас, беквокали (2015 – 2018, 2022–настояще)
- Джефри Лангли – клавишни, беквокали (2016–настояще)

## Дискография

### Ренесанс

#### Студийни албуми
- 1969: Renaissance
- 1971: Illusion
- 1972: Prologue
- 1973: Ashes Are Burning
- 1974: Turn of the Cards
- 1975: Scheherazade and Other Stories
- 1977: Novella
- 1978: A Song for All Seasons
- 1979: Azure d'Or
- 1981: Camera Camera
- 1983: Time-Line
- 2001: Tuscany
- 2013: Grandine il vento (издаден като Symphony of Light през 2014 г. с 3 бонус парчета)

#### Концертни албуми
- 1976: Live at Carnegie Hall
- 1997: Live at the Royal Albert Hall: King Biscuit Flower Hour (изпълнение на живо записано през 1977 г.; две части)
- 2000: Unplugged 'Live' at the Accademy of Music
- 2002: In the Land of the Rising Sun: Live in Japan 2001
- 2011: Renaissance Tour 2011 – Turn of the Cards and Scheherazade & Other Stories Live in Concert (DVD + двойно CD)
- 2016: Renaissance 2012 (recorded April 16, 2015) – Renaissance Live at the Union Chapel (DVD + дигитално аудио)
- 2016: Renaissance Live at the BBC Sight & Sound (DVD + комплект от 3-CD)
- 2018: A Symphonic Journey (recorded October 27, 2017) – Live In Concert (DVD + двойно CD)
- 2000: Day of the Dreamer (изпълнение на живо, записано през 1978 г.)
- 2000: Live at the Academy of Music, Philadelphia (изпълнение на живо, записано през 1985 г.)
- 2009: Dreams & Omens (изпълнение на живо, записано през 1978 г.)
- 2010: Live in Chicago (изпълнение на живо, записано през 1983 г.)
- 2012: Past Orbits of Dust (изпълнения на живо, плюс едно ремастеризирано студийно парче, от 1969 до 1970 г.)
- 2015: DeLane Lea Studios 1973 (изпълнение на живо, записано през 1973 г.)
- 2015: Academy of Music (изпълнение на живо, записано през 1974 г.)
- 2021: Renaissance 50th Anniversary: Ashes Are Burning - An Anthology - Live in Concert (Blu-ray/DVD/2CD Box)

#### Сборни албуми
- 1978: In the Beginning (компилационен двоен албум с албумите Prologue и Ashes are Burning)
- 1990: Tales of 1001 Nights (компилация в две части)
- 1995: Da Capo (компилация Repertoire Germany) (2 CD) (Ограничено издание във висок диджипак с много по-сбита, подробна книжка)
- 1997: Songs from Renaissance Days (компилация от out takes, включително една B-страна и две солови песни на Хаслам, 1979 – 1988)
- 1999: The BBC Sessions 1975–1978 [2 CD]
- 2002: Live + Direct (редактиран запис на живо от 1970 г. плюс демота и други, от Renaissance и сродни музиканти, от 1968 до 1976 г.)
- 2004: Innocents and Illusions (сборен двоен компактдиск на Renaissance и Illusion от оригиналната група)
- 2010: Scheherezade and Other Stories + DVD

#### Миниалбуми
- 2010: The Mystic and the Muse (миниалбум с три песни с нови песни)

### Ренесанс на Майкъл Дънфорд
Тези албуми са сътрудничество между Майкъл Дънфорд и певицата Стефани Адлингтън.
- The Other Woman, 1994 (първоначално издаден като Renaissance)
- Ocean Gypsy, 1997 (предимно нови версии на минали песни)
- Trip to the Fair, 1998 (компилация от песни от предишните две издания)

### Ренесанс на Ени Хаслам
Този албум е соло издание на Ени Хаслам (един от няколкото).
- Blessing in Disguise (1994)

### Ренесант
Този албум е соло издание на Тери Съливан с текстове на Бети Тачър-Нюзингър и клавишни на Джон Таут. Съпругата на Тери Кристин пее повечето вокали, като самият Тери поема водеща роля в две песни.
- South of Winter (2005)